# Jean-François Thiriart

Jean-François Thiriart

Jean-François Thiriart (* 22. März 1922 in Brüssel; † 23. November 1992) war ein belgischer Politiker und Gründer der neofaschistischen Gruppe Jeune Europe (französisch „Junges Europa“), die außer in Frankreich auch in Italien, Spanien und in der Schweiz Ableger bildete. Später trat er mit dem Parti Communautaire National-Européen (PCN) als Exponent der Neuen Rechten und als geopolitischer Autor in Erscheinung.

## Leben
Ursprünglich dem Sozialismus zugeneigt, entwickelte Jean Thiriart schon in jungen Jahren nationale Sympathien und vertrat einen nicht-marxistischen Sozialismus. 1939 trat er der Legion Nationale bei, einer rechten Organisation, die mit Nazi-Deutschland sympathisierte und im Zweiten Weltkrieg im Zuge der Schlacht um Belgien mit den deutschen Besatzern kollaborierte. Er selbst kämpfte im Weltkrieg auf deutscher Seite als Fallschirmspringer. 
Nach dem Krieg wurde Thiriart aufgrund seiner Kollaboration gerichtlich verurteilt. Er behielt seine Kontakte mit dem NSDAP-Mitglied Eberhard von Thadden und mit dem britischen Faschisten Oswald Mosley bei. Dass er Mitglied der kollaborationistischen Vereinigung Amis du Grand Reich allemand gewesen war, hatten sie ihm nicht vergessen.
Thiriart wirkte als Herausgeber der Zeitschriften La Nation européenne und Jeune Europe / Jong Europa mit Sitz in Brüssel. Der Schweizer Ableger, der intensiv mit der Brüssler Zentrale kommunizierte, wurde 1973 in der Westschweiz von Roland Gueissaz in Lausanne gegründet. Der harte Kern aus etwa 30 Personen in den Kantonen Waadt und Genf war seit 1967 im universitären Umfeld aktiv. Als sich die Schweizer Gruppe ab 1977 aufzulösen begann, bildete ein Teil von ihr 1979 die kurzlebige Neonazi-Gruppe Forces nouvelles, deren Aktionsradius sich ebenfalls im Arc Lémanique befand.
Thiriart war einer der ersten Ideologen der Neuen Rechten, die dem Blockdenken des Kalten Krieges eine Absage erteilten. Seine Europaidee drückte sich in der Phrase eines „Europa von Lissabon bis Wladiwostok“ aus. Dieses Konzept vertrat er in zahlreichen Büchern, die auf die intellektuelle Rechte zahlreicher europäischer Länder Einfluss hatte. Als Thiriarts Hauptwerk gilt Un empire de 400 millions d’hommes: l’Europe (1964), das auch in andere Sprachen übersetzt wurde. 1965 gründete er die Parti Communautaire Européen, die 1984 umbenannt wurde in Parti Communautaire National-Européen (PCN).
Jean Thiriart starb am 23. November 1992 im Alter von 70 Jahren überraschend an Herzschlag. Einen umfangreichen Nachruf, der Thiriarts Bedeutung auch für die italienische Rechte illustriert, verfasste Carlo Terracciano.